# Yaiba
Yaiba (ヤイバ) (gestileerd als Y∀IBA) is een Japanse mangaserie geschreven door Gosho Aoyama, beter bekend van Detective Conan.
De manga wordt in het Nederlands uitgegeven door Uitgeverij De Fontein vanaf 12 augustus 2025.
Er zijn 2 anime tv-series van gemaakt, de eerste animeserie is uitgezonden in 1993-1994, de tweede serie is uitgezonden vanaf 5 april 2025.

## Plot
Yaiba Kurogane woont samen met zijn vader, Kenjuro, in het bos. Wanneer ze per toeval in Tokyo terechtkomen, ontdekt Yaiba dat hij een legendarische samoerai is. Hij trekt in bij Sayaka Mine en wordt ingeschreven aan de middelbare school waar hij lid wordt van de kendoclub. Hij moet het opnemen tegen een sterke lid van die club, de demonische Takeshi Onimaru. Samen met Sayaka Mine trekt Yaiba op avontuur.

## Personages
Yaiba Kurogane
Stem: Minami Takayama
Een jonge samoerai.
Sayaka Mine
Stem: Kotono Mitsuishi (1993 anime), Manaka Iwami (2025 anime)
Een alledaags meisje.
Takeshi Onimaru
Stem: Ryō Horikawa (1993 anime), Yoshimasa Hosoya (2025 anime)
Lid van het kendoteam en Yaiba's tegenstander.

## Uitgave
| - 1. Hier komt Yaiba! (ＹＡＩＢＡ見参の巻, Yaiba kenzan no maki) - 2. Alvast bedankt voor de goede zorg! (お世話になるぞっの巻, Osewa ni naruzo no maki) - 3. School? Wat is dat? (ガッコってなんだの巻, Gakko tte nanda no maki) - 4. Een heleboel samoerai! (サムライがいっぱいの巻, Samurai ga ippai no maki) - 5. Je hoeft je niet in te houden (手かげん無用の巻, Tekagen muyō no maki) | - 6. Onimaru, jij sukkel! (鬼丸のバ~カの巻, Onimaru no ba~ka no maki) - 7. Ik ga de strijd met je aan! (お相手しましょうの巻, Oaite shimashō no maki) - 8. De ultieme botsing! (大・激・突の巻, Dai-geki-tō no maki) - 9. Tijd voor een speciale training (特訓だぞおの巻, Tokkun dazoo no maki) |

| - 10. Fujin komt tot leven (よみがえる風神の巻, Yomigaeru Fūjin no maki) - 11. Onimaru's grote transformatie (鬼丸、大変身の巻, Onimaru, dai henshin no maki) - 12. Het ándere magische zwaard! (もうひとつの魔剣の巻, Mō hitotsu no maken no maki) - 13. Op naar Tengudake! (いざ天狗岳への巻, Iza Tengudake he no maki) - 14. De dondergod daalt neer (雷神降臨の巻, Raijin kō) | - 15. De wedergeboorte van de acht oni (八鬼復活の巻, Hakki fukkatsu no maki) - 16. De aanval van Kikkerman (カエル男の逆襲の巻, Kaeru Otoko no shūgeki no maki) - 17. Yaiba in nood! (刃あやうしの巻, Yaiba ayaushi no maki) - 18. Angstaanjagende ambitie (おそるべき野望の巻, Osorubeki yabō no maki) - 19. Onvergeeflijk! (かんべんならねえの巻, Kangen naranee no maki) |